# A la diestra del cielo
A la diestra del cielo es un largometraje documental de noventa minutos aproximados de duración, con guion y dirección de Francisco Bech, que trata sobre la vida del músico roquero sevillano Silvio. Cuenta con las participaciones de Luz Casal, Alberto García-Alix, Ricardo Pachón, Gonzalo García-Pelayo, El Sevilla de Mojinos Escozios, Rockberto, Andrés Herrera el Pájaro y el antiguo cardenal de Sevilla, Carlos Amigo Vallejo.

## Historia
Esta película documental fue estrenada en el Festival de Cine Europeo de Sevilla en la edición de 2007, en su sede del Teatro Lope de Vega y en una sesión conjunta con Dame veneno, documental de 60 minutos de duración aproximados en torno a la carrera de los grupos Veneno y Pata Negra. Esto propició que al estreno asistieran muchos músicos históricos del rock en Andalucía como Gualberto, Antonio Smash, Kiko Veneno, Raimundo y Rafael Amador o Andrés Herrera el Pájaro entre muchos otros, así como el entonces alcalde de la ciudad Alfredo Sánchez Monteseirín.
A la diestra del cielo ha sido proyectada en otros festivales como el IN-Edit de Barcelona o el Festival de Cine Iberoamericano de Huelva, así como en numerosas ocasiones en Canal Sur Televisión.
A la diestra del cielo narra la singular vida de este cantante que falleció en 2001. Silvio fue un personaje muy popular en Sevilla y su vida dio lugar a muchos mitos y leyendas urbanas en esta ciudad, también su biografía ocultaba muchas lagunas. En A la diestra del cielo se reconstruye totalmente la vida de Silvio y se descubren estas partes desconocidas de ella, así como se confirma con las personas implicadas muchas de las leyendas urbanas que rondaban a Silvio, tales como la historia de su breve matrimonio con una millonaria aristócrata inglesa y el paradero de su hijo, Sam Taylor. En A la diestra del cielo también se ofrece mucho material inédito en imágenes de actuaciones y entrevistas de Silvio.